# Лучистівська сільська рада
Лучи́стівська сільська́ ра́да — адміністративно-територіальна одиниця та орган місцевого самоврядування у складі Ялтинського району Автономної Республіки Крим. Адміністративний центр — село Лучисте.

## Загальні відомості
- Населення ради: 1 232 особи (станом на 2001 рік)

## Населені пункти
Сільській раді підпорядковані населені пункти:
- с. Лучисте
- с-ще Лаванда
- с-ще Семидвір'я

## Склад ради
Рада складалася з 16 депутатів та голови.
- Голова ради: Коваленко Микола Миколайович
- Секретар ради: Лєушин Юрій Васильович

### Керівний склад попередніх скликань
| Прізвище, ім'я, по батькові  | Основні відомості                                                                     | Дата обрання | Дата звільнення |
| ---------------------------- | ------------------------------------------------------------------------------------- | ------------ | --------------- |
| Мамчин Юрій Львович          | Сільський голова, 1966 року народження, безпартійний                                  | 26.03.2006   | 31.10.2010      |
| Мамчин Юрій Львович          | Сільський голова, 1966 року народження, член Партії регіонів                          | 31.10.2010   | 02.06.2013      |
| Коваленко Микола Миколайович | Сільський голова, 1973 року народження, освіта незакінчена вища, член Партії регіонів | 02.06.2013   |                 |

Примітка: таблиця складена за даними сайту Верховної Ради України

### Депутати
За результатами місцевих виборів 2010 року депутатами ради стали:

#### За суб'єктами висування
| Суб'єкт висування | Кількість обраних депутатів | %    |
| ----------------- | --------------------------- | ---- |
| Партія регіонів   | 10                          | 62,5 |
| Самовисування     | 6                           | 37,5 |

#### За округами
| № округу        | Прізвище, ім'я, по батькові      | Дата визнання обраним | Освіта  | Партійна приналежність | Відомості про обраного депутата                                                                                   |
| --------------- | -------------------------------- | --------------------- | ------- | ---------------------- | --- |
| Партія регіонів |                                  |                       |         |                        | |
| 1               | Папушой Андрій Петрович          | 31.10.2010            | середня | член Партії регіонів   | приватний підприємець                                                                                             |
| 3               | Байдуров Володимир Олександрович | 25.03.2013            | середня | член Партії регіонів   | ТОВ «Едельвейс-Крим», охоронець                                                                                   |
| 5               | Сеїтасанова Ліля Абкелямівна     | 31.10.2010            | середня | член Партії регіонів   | ПП «Кансурова», кухар                                                                                             |
| 7               | Шевякова Надія Петрівна          | 31.10.2010            | середня | член Партії регіонів   | пенсіонер |
| 8               | Свеженцева Тетяна Вікторівна     | 04.11.2010            | середня | член Партії регіонів   | ВАТ «Кримхліб», продавець                                                                                         |
| 9               | Шуляка Ольга Миколаївна          | 31.10.2010            | середня | член Партії регіонів   | приватний підприємець                                                                                             |
| 10              | Модіна Олена Петрівна            | 31.10.2010            | вища    | член Партії регіонів   | Лучистівська сільська рада, головний бухгалтер                                                                    |
| 12              | Касян Людмила Вікторівна         | 31.10.2010            | середня | член Партії регіонів   | Лучистівська сільська рада, завідувачка клубу                                                                     |
| 14              | Євтушенко Олег Іванович          | 31.10.2010            | вища    | член Партії регіонів   | Алуштинська інспекція ДАБК, головний державний інспектор                                                          |
| 16              | Коваленко Ніна Іванівна          | 31.10.2010            | середня | член Партії регіонів   | пенсіонер |
| Самовисування   |                                  |                       |         |                        | |
| 2               | Степанюк Дмитро Петрович         | 31.10.2010            | середня | позапартійний          | приватний підприємець                                                                                             |
| 4               | Горчаков Володимир Віталійович   | 19.08.2013            | вища    | член Партії регіонів   | ТОВ «магазин Огонек», директор                                                                                    |
| 6               | Бойченко Олександр Олексійович   | 31.10.2010            | вища    | член Народної партії   | КП «Управління впорядкування міста та капітального будівництва», заступник начальника виробничо-лінейного відділу |
| 11              | Русаков Дмитро Васильович        | 23.09.2013            | вища    | член Партії регіонів   | газета «Алуштинський вісник», головний редактор                                                                   |
| 13              | Модін Олег Вікторович            | 31.10.2010            | середня | член Партії регіонів   | Алуштинське РЕС ВАТ «Крименерго», диспетчер                                                                       |
| 15              | Сайко Світлана Миколаївна        | 31.10.2010            | середня | член Партії регіонів   | приватний підприємець                                                                                             |